# Frequency of optimum transmission

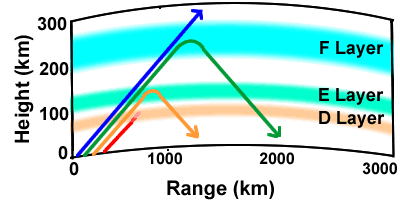
Ausbreitung zu tiefer (rot) und zu hoher Frequenzen (blau)

Die Frequency of optimum transmission (FOT, französisch fréquence optimale de travail) ist die optimale Frequenz für eine Funkverbindung auf Kurzwelle.
Sie ist definiert als 85 % der Maximum Usable Frequency. Die FOT gewährt in 90 % der Zeit eine verlässliche Funkverbindung. Niedrigere Frequenzen werden an der Ionosphäre stärker gedämpft, höhere Frequenzen unter Umständen nicht mehr reflektiert.